# ウンゲニ県
ウンゲニ県は、モルドバ中西部の県。西でルーマニアに接する。県都はウンゲニ。
2012年の人口は11万7200人。

## 歴史

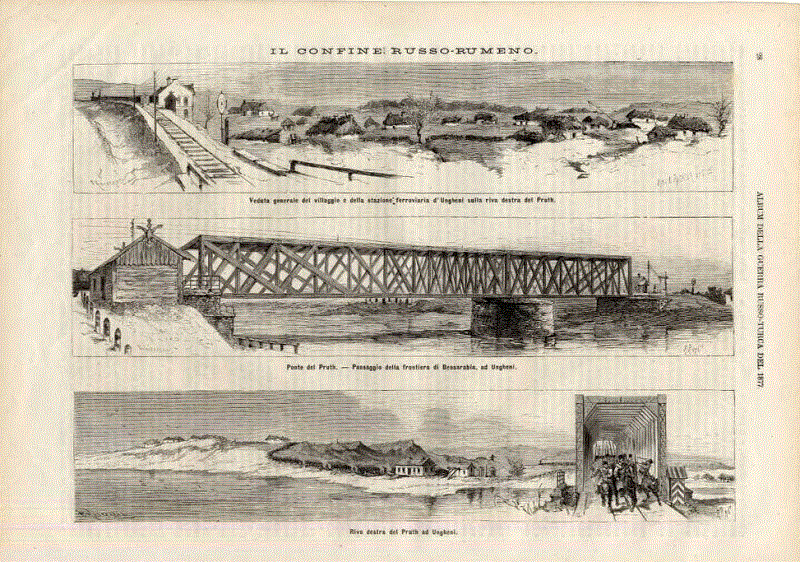
建造中のエッフェル橋(1876年～1877年)

1428年から1430年の記録に、ブシウメニ、ブシラ、ウンゲニの町の記録が有った。
1812年、ブカレスト条約によって、ウンゲニ県を含むベッサラビア地方はロシア帝国に割譲された。住民のロシア化が進んだ。
1876年から1877年、ウンゲニ（モルドバ）とウンゲニ（ルーマニア）の間を流れるプルト川にギュスターヴ・エッフェルがエッフェル橋を架けた。
1918年、ロシア革命によってロシアが崩壊すると、ベッサラビアはルーマニアに返還された。ウンゲニ県はヤシ県に編入された。
1940年、独ソ不可侵条約の結果ベッサラビアはソ連に占領された。
1991年、モルドバが独立した。ウンゲニ郡が設置された。
2003年、ウンゲニ県が設置された。

## 地理
ウンゲニ県はモルドバ中西部に位置し、西にルーマニアと80kmに渡って接する。国内では、北にファレシュティ県とシンジェレイ県、東にテレネシュティ県とカララシ県、南東にニスポレニ県に接する。地形は中央モルドバ高原の西にプルト川が流れている。疎林（コドゥリ）に覆われる。土は谷と平野がチェルノーゼム（75%）、高原が茶土である。最高点はヴェヴェリタ丘の408mである。

## 気候
典型的な大陸性気候である。年間平均気温は9～9.5℃で、7月の平均気温が21℃、1月の平均気温が-4.5℃である。年間平均降水量は500～650mm、平均風速は3～5m/sである。

## 動物相
動物は狐、猪、狼、鹿、赤鹿、狸、針鼠、穴熊、山猫等が生息する。鳥は鷹、鸛、白鷺、山鶉、烏、四十雀、雀等が生息する。

## 植物相
オークやブナ、シデ、楓、アカシア、ライム等から成る森が面積の26.6%を占める。他にはクローバーや牛の毛草、藻草、イラクサ等が生息する。

## 河川
プルト川はウンゲニ県とルーマニアの国境を成し、盆地の上に県が在る。地方では地下水が主要な飲料水で、井戸や噴水、泉を通して得る。

## 行政区画
- 自治体：74
  - 県都：ウンゲニ
    - 市：コルネスティ、ウンゲニ
      - 町：31
        - 村：41

## 人口
2012年1月1日の人口は11万7200人で、34.5%が都市住民だった。
- 誕生数（2010年）：1517人（12.9人/1000人）
- 死亡数（2010年）：1417人（12.1人/1000人）
- 成長率（2010年）：100人（0.8人/1000人）

## 民族
| 民族                    | 人口   | %*     |
| ----------------------- | ------ | ------ |
| モルドバ人 ルーマニア人 | 99,432 | 89.95% |
| ウクライナ人            | 7,743  | 7.00%  |
| ロシア人                | 2,766  | 2.50%  |
| ブルガリア人            | 93     | 0.08%  |
| ガガウズ人              | 90     | 0.08%  |
| ロマ                    | 68     | 0.06%  |
| その他                  | 353    | 0.32%  |

## 宗教
- キリスト教 – 98.2%
  - 東方正教会 – 97.0%
  - プロテスタント – 1.2%
    - バプテスト教会 – 0.9%
    - 安息日再臨派 – 0.2%
    - 福音主義 – 0.1%
- その他 – 1.1%
- 無宗教 – 0.6%
- 無神論 – 0.1%

## 経済
- 企業数：1万6600社
- 農地：4万9970.8ha（46.1%）
- 農業適地：4万5181.3ha（41.7%）
  - 果樹園：2951.7ha（2.7%）
  - 葡萄園：1534.1ha（1.4%）
- 主要作物：穀物（小麦、燕麦）、玉蜀黍、向日葵、西洋油菜、大豆

## 工業
食料加工産業（製粉、果物・野菜缶、酒、ソフトドリンク）や繊維、紡績、絨毯産業が盛んである。

## 政治
2010年12月28日の県議会選挙結果
- モルドバ共和国共産党：42.4%
- モルドバ自由民主党：26.3%
- モルドバ民主党：14.7%
- 自由党：7.0%
- 私達のモルドバ同盟：3.7%
- 欧州運動：1.5%
- その他：4.5%

## 観光
- アレクサンドル・ネヴスキ教会
- ウンゲニ民族歴史博物館
- ピライウル・ファグルイ環境保護区
- ピルリタ村博物館
- セメニ中世軍事要塞

## Personalities
- I・A・L・ダイアモンド （1920年 - 1988年） - コメディ脚本家。
- ゲオルゲ・パブス（英語版）（1954年 - ） – 内務大臣（2002年 - 2009年）。
- サミュエル・コーエン（1870年 - 1940年） – ハティクヴァ（イスラエル国歌）の編曲者。
- ヴァシレ・ソイマル（英語版） – 経済学者、教師、ジャーナリスト。
- ヴァシレ・ヴァシラチェ（英語版）（1926年 - 2008年） – 作家。